# Gwara zuryska

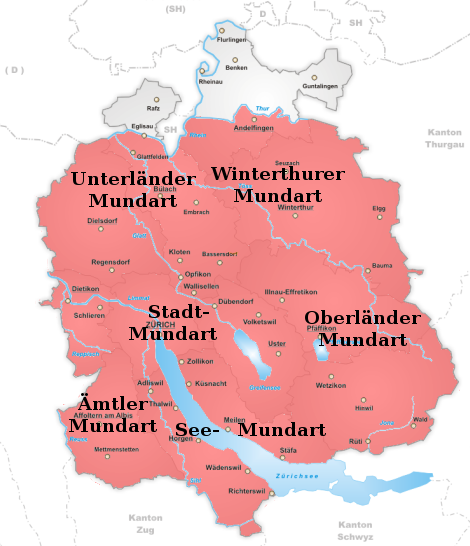
Gwary kantonu Zurych

Gwara zuryska – gwara alemańska, którą posługuje się ludność kantonu Zurych, część mówionego dialektu schwyzertüütsch. 
Pisownia tej gwary nie została nigdy skodyfikowana. Na obszarze jej funkcjonowania oficjalnie używa się w piśmie standardowego języka niemieckiego.
Gwara ulega wpływom języka włoskiego, angielskiego, tureckiego i serbsko-chorwackiego.